# Слованський потік
Слованський потік (словац. Sloviansky potok) — річка в Словаччині, права притока Валчанського потоку, протікає в окрузі Мартін.
Довжина приблизно 9,2-9,7 км. Витік знаходиться в масиві Мала Фатра; схил гори Гнилицька Кичера — на висоті близько 1050 метрів. Протікає територією сіл Словани і Валча.
Впадає у Валчанський потік на висоті приблизно 450 метрів.